# Gräfsnäs
Gräfsnäs är en tätort i Alingsås kommun i Västergötland. Den är belägen vid sjön Anten 22 km norr om Alingsås och 5 km sydväst om Sollebrunn. 
Samhället växte fram vid Gräfsnäs järnvägsstation på Västgötabanan, som öppnades 1900. Av denna återstår idag museijärnvägen Anten-Gräfsnäs Järnväg, som är en betydande turistattraktion.
Strax intill Gräfsnäs, på en liten halvö i sjön Anten, ligger ruinerna efter Gräfsnäs slott. Det byggdes i mitten av 1500-talet och ersatte det tidigare Loholms slott, som låg på Loholmen längre österut i sjön. Det var stamgods för ätten Leijonhufvud, och möjligen födelseplats för Margareta Eriksdotter (Leijonhufvud), som i och med giftermålet med Gustav Vasa 1536 blev svensk drottning. Slottet har brunnit vid tre tillfällen, med hundra års mellanrum: 1634, 1734 och 1834. Efter sista branden byggdes det aldrig upp igen, utan fick förfalla, men har under 1900-talet konserverats.
Sångaren Olle Ljungström bodde på orten under de sista åren av sitt liv.

## Befolkningsutveckling
| Befolkningsutvecklingen i Gräfsnäs 1975–2020 | Befolkningsutvecklingen i Gräfsnäs 1975–2020 | Befolkningsutvecklingen i Gräfsnäs 1975–2020 | Befolkningsutvecklingen i Gräfsnäs 1975–2020 | Befolkningsutvecklingen i Gräfsnäs 1975–2020 |
| -------------------------------------------- | -------------------------------------------- | -------------------------------------------- | -------------------------------------------- | -------------------------------------------- |
|                                              |                                              |                                              |                                              |                                              |
| År                                           |                                              |                                              | Folkmängd                                    | Areal (ha)                                   |
| 1975                                         | 1975                                         |                                              | 202                                          |                                              |
| 1980                                         | 1980                                         |                                              | 265                                          |                                              |
| 1990                                         | 1990                                         |                                              | 345                                          | 80                                           |
| 1995                                         | 1995                                         |                                              | 391                                          | 82                                           |
| 2000                                         | 2000                                         |                                              | 402                                          | 82                                           |
| 2005                                         | 2005                                         |                                              | 387                                          | 82                                           |
| 2010                                         | 2010                                         |                                              | 367                                          | 81                                           |
| 2015                                         | 2015                                         |                                              | 393                                          | 100                                          |
| 2020                                         | 2020                                         |                                              | 399                                          | 93                                           |
| Anm.: Ny tätort 1975                         |                                              |                                              |                                              |                                              |